# Billy Magnussen
William Gregory Magnussen (Queens, 1985. április 20. –) amerikai színész.
Szerepelt a Vadregény (2014), a Kémek hídja (2015), A Sárkány születése (2016), az Éjszakai játék (2018) és az Aladdin (2019) című filmekben, valamint mellékszerepet játszott a Szóljatok a köpcösnek! – A sorozat (2017) és A mániákus (2018) című tévéfilmekben. 2021-ben játszott az HBO Max Szerelemre tervezve című sci-fi sorozatában, valamint feltűnt A maffia szentjei és a Nincs idő meghalni című filmekben. 2023-ban Rey „A király” Kingstont alakította a Kémkölykök: Armageddonban.
Számos Broadway és off-Broadway színházi produkcióban játszott, köztük a 2013-as Vanya and Sonia and Masha and Spike című darabban, amelyért a legjobb színészi alakításért járó Tony-díjra jelölték.

## Fiatalkora
1985. április 20-án született a New York állambeli Woodhavenben (Queens), Daina aerobikoktató és Greg Magnussen profi testépítő és kickboxoló fiaként. Anyai nagyszülei litván bevándorlók voltak. Részben norvég és litván származású. Queensben nevelkedett a Woodhaven Boulevard környékén, egészen 10 éves koráig, amikor családjával a Georgia állambeli Cummingba költözött. 2003-ban végzett a South Forsyth High Schoolban, később pedig a University of North Carolina School of the Arts-on.

## Zenei pályafutása
Magnussen egykor a New York-i The Dash nevű rockzenekar basszusgitárosa és dalszerzője volt. A New York-i Reserved for Rondee zenekarban gitározik.

## Filmográfia

### Film
| Év   | Magyar cím                      | Eredeti cím                             | Szerep                  | Magyar hang      |
| ---- | ------------------------------- | --------------------------------------- | ----------------------- | ---------------- |
| 2009 |                                 | Happy Tears                             | Ray                     |                  |
| 2009 |                                 | Blood Night: The Legend of Mary Hatchet | Eric                    |                  |
| 2010 | 12 – A romlás napjai            | Twelve                                  | Claude Kenton           |                  |
| 2011 |                                 | Choose                                  | Paul                    |                  |
| 2011 | Hölgyek a pácban                | Damsels in Distress                     | Thor                    |                  |
| 2012 |                                 | Surviving Family                        | Alex D'Amico            |                  |
| 2012 | Dollár, kanna, szerelem         | The Brass Teapot                        | Arnie                   | Renácz Zoltán    |
| 2012 |                                 | 2nd Serve                               | Lingo                   |                  |
| 2013 | A Kelet                         | The East                                | Porty McCabe            | Előd Álmos       |
| 2014 | A Zöld Sárkányok bosszúja       | Revenge of the Green Dragons            | Boyer nyomozó           |                  |
| 2014 | Vadregény                       | Into the Woods                          | Aranyhaj hercege        | Moser Károly     |
| 2014 | Vadregény                       | Into the Woods                          | Aranyhaj hercege        | Markovics Tamás  |
| 2015 |                                 | I Smile Back                            | Zach                    |                  |
| 2015 | The Meddler                     | The Meddler                             | Ben                     | Markovics Tamás  |
| 2015 | Kémek hídja                     | Bridge of Spies                         | Doug Forrester          | Stern Dániel     |
| 2015 |                                 | The Great Gilly Hopkins                 | Ellis                   |                  |
| 2015 | A nagy dobás                    | The Big Short                           | Jelzálog-ügynök         | Markovics Tamás  |
| 2016 | A Sárkány születése             | Birth of the Dragon                     | Steve McKee             | Markovics Tamás  |
| 2017 | Ingrid új élete                 | Ingrid Goes West                        | Nicky Sloane            | Markovics Tamás  |
| 2018 | Éjszakai játék                  | Game Night                              | Ryan Huddle             | Zámbori Soma     |
| 2018 | Eskü: A terror orvosa           | The Oath                                | James Mason ügynök      | Renácz Zoltán    |
| 2019 | Bársony körfűrész               | Velvet Buzzsaw                          | Bryson                  |                  |
| 2019 | Aladdin                         | Aladdin                                 | Anders herceg           | Zámbori Soma     |
| 2021 | Túlélő                          | The Survivor                            | Dietrich Schneider      | Rohonyi Barnabás |
| 2021 | A maffia szentjei               | The Many Saints of Newark               | Paulie Gualtieri        | Markovics Tamás  |
| 2021 | Nincs idő meghalni              | No Time to Die                          | Logan Ash               | Márkus Sándor    |
| 2022 |                                 | Family Squares                          | Robert                  |                  |
| 2023 | Puccs                           | Coup!                                   | Jay "J.C." Horton       | Dévai Balázs     |
| 2023 | Kémkölykök: Armageddon          | Spy Kids: Armageddon                    | Ray "A király" Kingston | Markovics Tamás  |
| 2024 | Légi csibészek                  | Lift                                    | Magnus                  | Markovics Tamás  |
| 2024 | Országúti diszkó                | Road House                              | Ben Brandt              | Markovics Tamás  |
| 2024 |                                 | Reunion                                 | Evan West               |                  |
| 2025 | Lilo és Stitch – A csillagkutya | Lilo & Stitch                           | Pleakley (hangja)       | Kisfalusi Lehel  |

### Televízió
| Év        | Magyar cím                                 | Eredeti cím                                       | Szerep                               | Megjegyzés                                      |
| --------- | ------------------------------------------ | ------------------------------------------------- | ------------------------------------ | ----------------------------------------------- |
| 2008–2010 |                                            | As the World Turns                                | Casey Hughes                         | főszereplő                                      |
| 2008      | Esküdt ellenségek                          | Law & Order                                       | Cody Larson                          | 1 epizód                                        |
| 2009      | Zűrös zsaruk                               | The Unusuals                                      | Bo Keebler                           | 1 epizód                                        |
| 2009      |                                            | The Beautiful Life: TBL                           | Alex Marinelli                       | 3 epizód                                        |
| 2010      | NCIS: Los Angeles                          | NCIS: Los Angeles                                 | Allen Reed tizedes                   | 1 epizód                                        |
| 2011      | Különleges Valentin nap                    | The Lost Valentine                                | Neil Thomas                          | tévéfilm                                        |
| 2011      | Célkeresztben                              | In Plain Sight                                    | Jonathan Collins / Yonni Peterschwim | 1 epizód                                        |
| 2011      | Esküdt ellenségek: Bűnös szándék           | Law & Order: Criminal Intent                      | Marc Landry                          | 1 epizód                                        |
| 2012      | Zsaruvér                                   | Blue Bloods                                       | Rand Hilbert                         | 1 epizód                                        |
| 2012      | CSI: A helyszínelők                        | CSI: Crime Scene Investigation                    | Michael Crenshaw nyomozó             | 1 epizód                                        |
| 2012      | Boardwalk Empire – Gengszterkorzó          | Boardwalk Empire                                  | Roger McAllister                     | 2 epizód                                        |
| 2013      |                                            | Your Pretty Face is Going to Hell                 | Spencer                              | 1 epizód                                        |
| 2014      |                                            | It Could Be Worse                                 | versenyző                            | websorozat (1 epizód)                           |
| 2014      | A hátrahagyottak                           | The Leftovers                                     | Marcus                               | 1 epizód                                        |
| 2014      | The Divide – Az ítélet ára                 | The Divide                                        | Eric Zale                            | - 4 epizód - magyar hangja: - Czető Roland      |
| 2015      | A férjem védelmében                        | The Good Wife                                     | Chris Fife                           | 1 epizód                                        |
| 2016      | American Crime Story: Az O. J. Simpson-ügy | The People v. O. J. Simpson: American Crime Story | Kato Kaelin                          | 3 epizód                                        |
| 2017      | A megtörhetetlen Kimmy Schmidt             | Unbreakable Kimmy Schmidt                         | Russ Snyder                          | 2 epizód                                        |
| 2017      | Főiskolai barátok                          | Friends from College                              | Sean                                 | 1 epizód                                        |
| 2017      | Szóljatok a köpcösnek! – A sorozat         | Get Shorty                                        | Nathan Hill                          | - mellékszereplő - (1. évad; 6 epizód)          |
| 2018–2020 | Merész csajok                              | The Bold Type                                     | Billy Jeffries                       | 2 epizód                                        |
| 2018      | A mániákus                                 | Maniac                                            | Jed Milgrim / Grimsson               | minisorozat (7 epizód)                          |
| 2018–2019 | Mondj egy mesét                            | Tell Me a Story                                   | Joshua / Nick Sullivan               | főszereplő (1. évad)                            |
| 2021–2022 | Szerelemre tervezve                        | Made for Love                                     | Byron Gogol                          | - főszereplő - magyar hangja: - Ágoston Péter   |
| 2022      |                                            | Woke                                              | Denny "Dee Dee" Davis                | 1 epizód                                        |
| 2022      | Az ajánlat                                 | The Offer                                         | Robert Redford                       | 1 epizód                                        |
| 2024      | A franchise                                | The Franchise                                     | Adam Randolph                        | - főszereplő - magyar hangja: - Markovics Tamás |
| 2025      | Fekete tükör                               | Black Mirror                                      | Karl Valdack                         | 2 epizód                                        |